# سیاهکل‌محله
سیاٚٓئهكٚل محٚله، روستایی از توابع بخش مرکزی شهرستان سیاهکل در استان گیلان ایران ایسه گ ایرو میٚن آرآد زاک ئرو ایسه بئاای پیلٚه گئلٚ براران و خواخوران، جرگییت۱۱۱۱۴ائمه.

## دئبار(تاریخ)
سیاهکل محله در گذشته شامل محله‌های حاج رودبار (حد فاصل رودخانه پاشوران تا کانال آب امروزی)، کلاهدوز محله، اژگر، سپردان، پیله باغ و یهودی محله بود. اما امروز روستاهای مذکور به جز یهودی محله و پیله باغ از آن جدا شده‌اند.
نام یهودی محله حکایت از حضور یهودیان در قسمتی از این روستا (از پست توزیع برق شهرستان تا حوالی میدان شهید سلیمانی) است. یهودیان سیاهکل محله فاقد زمین زراعتی بودند و از طریق صنعتگری و بازرگانی روزگار می‌گذراندند به طوری که در آنجا کارخانه سوزن سازی و بازارچه محلی داشتند. هم زمان با تأسیس اسراییل یهودیان سیاهکل محله مهاجرت کردند و اکنون خبری از آن‌ها در دسترس نیست.
در دوران قاجار بازار محلی سیاهکل در سیاهکل محله قرار داشت و برخی معتقدند شهر سیاهکل ابتدا در سیاهکل محله امروزی قرار داشت اما بعدها که زینال آقا (جد خاندان خردادپور) در راه عزیمت به تهران برای دریافت حکم حکومت دیلمان در کاروانسرای قزوین به دست خدمتکار خود مسموم و کشته شد و حکومت دیلمان به دست خاندان مشیرالممالک رسید، سیاهکل جدید از اجتماع قرایای برفجان، کدوبنک و کله سر تشکیل شد و سیاهکل قدیم را سیاهکل محله نامیدند. البته پس از تشکیل سیاهکل جدید همچنان خوانین سیاهکل محله (خاندان بشارودباری سیاهکلی) نفوذ خود را بر ولایت دیلمان داشتند.بخش بیشتر سیاهکل محله امروزی حدفاصل دهبنه تا یهودی محله در اختیار طایفه ای از یک روحانی که از خلخال به سیاهکل مهاجرت کرده و زن سیاهکلی اختیار کرده بود قرار داشت که بعدا فرزندان او مهدی و فرزند مهدی میرزااحمد که بعدا فامیلی راسخی برای خود برگزیدند قرار داشت و بخش شمالی این محدوده که الان زیر مسیر جاده کمربندی سیاهکل قرار گرفته در اختیار طایفه استواری قرار داشت که بخشی از این طایفه بعدا به بهاییت گرویدند که با مرگ بزرگ خاندان آنان فعلا فعالیتی ندارند.

## بقعه ادوبراران
بقعهٔ آقا دوبرادران از نام دو سید به نام‌های آقا سید ابراهیم و آقا سید اسماعیل و دو خواهر آن‌ها  به نام‌های شهربانو خانم (بزرگ همشیره خانم) و رقیه خانم (کوچک همشیره خانم) بر گرفته شده‌است. این سادات بنا بر تواریخ از فرستادگان حکام سلسله کیایی هستند و احتمال می‌رود روزگاری حاکم سیاهکل بوده باشند زیرا در نزد کیاییان رسم بود در هر شهر دو سید را می فرستادند که یکی قاضی و پیش نماز می‌گردید و دیگری امور نظامی شهر را بر عهده می‌گرفت.
```
از روزگاران کهن مراسم علم واچینی در روز عاشورا در این امامزادگان برگزار می‌شود و دسته‌های عزاداری از تمام روستاهای دور و نزدیک به این امامزاده می‌آیند. در گذشته این امامزاده دارای موقوفات بسیار زیادی بود که پس از اصلاحات ارضی به مردم واگذار شد.
```

## اماکن مهم
از اماکن مهم سیاهکل محله می‌توان به هلال احمر شهرستان سیاهکل در ابتدای ورودی سیاهکل محله، پمپ بنزین بحریان، پمپ گاز شهر سیاهکل، پست توزیع برق، و اداره آبیاری شهرستان اشاره کرد.

## جمعیت
این روستا در دهستان مالفجان قرار دارد و براساس سرشماری مرکز آمار ایران در سال ۱۳۸۵، جمعیت آن ۳۳۴ نفر (۹۱خانوار) بوده‌است.